# Acydoliza
Acydoliza – reakcja chemiczna rozkładu związku chemicznego pod wpływem kwasu. Zazwyczaj przeprowadzana w warunkach bezwodnych w celu niedopuszczenia do hydrolizy katalizowanej przez kwas.
Najczęściej spotykanym typem acydolizy jest transestryfikacja – w tym przypadku wymiana reszty kwasowej w estrze:
R1
COOR2
 + R3
COOH → R3
COOR2
 + R1
COOH
Acydolizie ulegają także amidy, np. w reakcji diamidofosforynu alkilowego z kwasem karboksylowym powstaje H-amidofosfonian alkilowy i amid kwasu karboksylowego:
R1
OP(NR2

2)
2 + R3
COOH → R1
OP(O)(H)NR2

2 + R3
C(O)NR2

2
Innym rodzajem acydolizy jest rozpad eterów pod wpływem stężonych mocnych kwasów beztlenowych do alkoholi i halogenków alkilowych:
R1
−O−R2
 + HX → R1
−OH + R2
X
Natomiast etery trytylowe w wyniku acydolizy uwalniają kation trytyliowy i alkohol:
Tr−O−R + HA → Tr+
A−
 + ROH